# Santa Cruz (Madeira)
Santa Cruz is een gemeente in het Portugese autonome gebied Madeira.
De gemeente heeft een totale oppervlakte van 67 km² en telde 29.721 inwoners in 2001.

## Plaatsen in de gemeente
- Camacha
- Caniço
- Gaula
- Santa Cruz
- Santo António da Serra